# Leichtathletik-Weltmeisterschaften 2022/Teilnehmer (Kolumbien)
| Goldmedaillen | Silbermedaillen | Bronzemedaillen |
| ------------- | --------------- | --------------- |
| —             | —               | —               |

Der Leichtathletikverband von Kolumbien nahm an den Leichtathletik-Weltmeisterschaften 2022 in Eugene teil. 14 Athletinnen und Athleten wurden vom kolumbianischen Verband nominiert.

## Ergebnisse

### Männer

#### Laufdisziplinen
| Athlet                                                                            | Disziplin        | Vorlauf                           | Vorlauf                           | Halbfinale                        | Halbfinale                        | Finale                            | Finale                            |
| Athlet                                                                            | Disziplin        | Zeit                              | Platz                             | Zeit                              | Platz                             | Zeit                              | Platz                             |
| --------------------------------------------------------------------------------- | ---------------- | --------------------------------- | --------------------------------- | --------------------------------- | --------------------------------- | --------------------------------- | --------------------------------- |
| Carlos San Martín                                                                 | 3000 m Hindernis | 8:48,66 min                       | 14                                |                                   |                                   | DNQ                               | DNQ                               |
| Éider Arévalo                                                                     | 20 km Gehen      |                                   |                                   |                                   |                                   | 1:24:32 h                         | 22                                |
| Éider Arévalo                                                                     | 35 km Gehen      |                                   |                                   |                                   |                                   | 2:25:21 h NR                      | 08                                |
| José Leonardo Montaña                                                             | 35 km Gehen      |                                   |                                   |                                   |                                   | DNF                               | DNF                               |
| Diego Pinzón                                                                      | 35 km Gehen      |                                   |                                   |                                   |                                   | 2:34:26 h PB                      | 28                                |
| Gustavo Barrios Raúl Mena Jhon Perlaza Jelssin Robledo Nicolás Salinas Jhon Solís | 4 × 400 m        | nicht zum Wettbewerb angetreten 1 | nicht zum Wettbewerb angetreten 1 | nicht zum Wettbewerb angetreten 1 | nicht zum Wettbewerb angetreten 1 | nicht zum Wettbewerb angetreten 1 | nicht zum Wettbewerb angetreten 1 |

#### Sprung/Wurf
| Athlet          | Disziplin  | Qualifikation | Qualifikation | Finale     | Finale |
| Athlet          | Disziplin  | Weite/Höhe    | Platz         | Weite/Höhe | Platz  |
| --------------- | ---------- | ------------- | ------------- | ---------- | ------ |
| Mauricio Ortega | Diskuswurf | 55,91 m       | 26            | DNQ        | DNQ    |

### Frauen

#### Laufdisziplinen
| Athletin         | Disziplin    | Vorlauf | Vorlauf | Halbfinale | Halbfinale | Finale | Finale |
| Athletin         | Disziplin    | Zeit    | Platz   | Zeit       | Platz      | Zeit   | Platz  |
| ---------------- | ------------ | ------- | ------- | ---------- | ---------- | ------ | ------ |
| Melissa González | 400 m Hürden | 56,24 s | 04      | 55,13 s    | 07         | DNQ    | DNQ    |

#### Sprung/Wurf
| Athletin           | Disziplin  | Qualifikation                     | Qualifikation                     | Finale                            | Finale                            |
| Athletin           | Disziplin  | Weite/Höhe                        | Platz                             | Weite/Höhe                        | Platz                             |
| ------------------ | ---------- | --------------------------------- | --------------------------------- | --------------------------------- | --------------------------------- |
| Jennifer Rodríguez | Hochsprung | 1,75 m                            | 28                                | DNQ                               | DNQ                               |
| Flor Ruíz          | Speerwurf  | nicht zum Wettbewerb angetreten 2 | nicht zum Wettbewerb angetreten 2 | nicht zum Wettbewerb angetreten 2 | nicht zum Wettbewerb angetreten 2 |